# 코오
코오 (KOHH)（コー、본명：치바 유우키 (千葉 雄喜, ちば ゆうき)、1990년 4월 22일 출생)는 일본의 힙합 MC이다. 예명 코오 (KOHH)는 한국계 일본인 아버지의 이름 황달웅 (黄達雄)에서 유래했다,

## 출연
TV
- 스쿨 혁명 (スクール革命) (2013년 9월 8일)
- 그런 바보 같은 사람 (そんなバカなマン) (2014년 11월 16일)
- 미래 로켓 (未来ロケット) (2015년 2월 13일)
- 시부야 노오토 (シブヤノオト)（2020년 3월 22일）

영화
- TOKYO TRIBE2 (TOKYO TRIBE) (2014년 8월 30일)